# Eugenia macrantha
Eugenia macrantha är en myrtenväxtart som beskrevs av Otto Karl Berg. Eugenia macrantha ingår i släktet Eugenia och familjen myrtenväxter. Inga underarter finns listade i Catalogue of Life.